# Stanisław Śliwiński (prawnik)
Stanisław Śliwiński (ur. 25 września 1887 we Lwowie, zm. 25 sierpnia 1959 w Warszawie) – polski prawnik, profesor postępowania karnego.

## Życiorys
Urodził się w rodzinie Antoniego i Rozalii z Jakimków. Ukończył szkołę powszechną i gimnazjum we Lwowie, a następnie Uniwersytet Lwowski (w 1909). Na tej samej uczelni obronił doktorat w 1910 roku. Następnie odbył aplikację sądową i został sędzią w Kałuszu (w II Rzeczypospolitej w województwie stanisławowskim). Następnie był sędzią w Dąbrowie Górniczej, Częstochowie, a w latach 1923–1939 był sędzią Sądu Najwyższego.
Na początku lat 20. był konsultantem prawnym Ministerstwa Sprawiedliwości. Od 1925 roku był członkiem Komisji Kodyfikacyjnej. Był jednym z autorów projektu kodeksu postępowania karnego z 1928, a także kodeksu karnego z 1932.
Od 1922 wykładał na Wydziale Prawa Uniwersytetu Warszawskiego. Od 10 marca 1939 był na nim profesorem zwyczajnym prawa karnego i postępowania karnego, obejmując katedrę prawa karnego po Wacławie Makowskim. W czasie okupacji wykładał na tajnym Wydziale Prawa UW. Przygotował wówczas skrypt Prawo karne. Po powstaniu warszawskim wysiedlony wykładał na Uniwersytecie Jagiellońskim, a po wyzwoleniu powrócił na Uniwersytet Warszawski jako kierownik Katedry Prawa i Postępowania Karnego (od 1950 Katedry Postępowania Karnego). W latach akademickich 1946–1947 i 1950–1951 był dziekanem Wydziału Prawa.
W latach 1956–1959 był kierownikiem Zakładu Prawa Karnego Instytutu Nauk Prawnych Polskiej Akademii Nauk, a w latach 1957–1958 dyrektorem Instytutu.
Od 1947 był członkiem korespondentem, a od 1950 członkiem rzeczywistym Towarzystwa Naukowego Warszawskiego. W 1952 został członkiem korespondentem PAN, a w 1958 członkiem rzeczywistym.
Uczniami profesora Śliwińskiego byli m.in. profesorowie Stefan Kalinowski, Alfred Kaftal i Andrzej Murzynowski. Pochowany w Warszawie na cmentarzu Powązkowskim (kwatera 238-6-16).

## Publikacje
- Proces karny (część ogólna) (1936)
- Prawo karne materialne. Część ogólna (1946)
- Polski proces karny przed sądem powszechnym (1948–1949)
- Oddanie pod sąd w procesowym prawie karnym (1955)
- Wznowienie postępowania karnego w prawie Polski na tle porównawczym (1957)
- Polski proces karny przed sądem powszechnym. Zasady ogólne (1959)

## Ordery i odznaczenia
- Order Sztandaru Pracy II klasy (1957)[4]
- Krzyż Komandorski Orderu Odrodzenia Polski (19 lipca 1954)[5]
- Krzyż Komandorski Orderu Odrodzenia Polski (27 listopada 1929)[6]
- Krzyż Oficerski Orderu Odrodzenia Polski (2 maja 1923)[7][8]
- Złoty Krzyż Zasługi (11 listopada 1937)[5]
- Medal 10-lecia Polski Ludowej (17 stycznia 1955)[5]
- Medal Dziesięciolecia Odzyskanej Niepodległości (30 kwietnia 1929)[5]
- Brązowy Medal za Długoletnią Służbę (6 maja 1938)[5]